# Daniel Holzberg
Daniel Holzberg (* 1990 in München) ist ein deutsch-britischer Schauspieler.

## Leben
Daniel Holzberg, der deutsch-schottischer Abstammung ist, interessierte sich bereits in jungen Jahren für das Theater. Ab 2009 stand er regelmäßig bei freien Theaterproduktionen auf der Bühne, u. a. am „Theater... und so fort“, an der Arenbergschouwburg und am Thwaites Empire Theatre in Blackburn.
2011 begann er seine Schauspielausbildung am „Theaterraum München“ und wechselte nach einem Jahr zum Master-Studiengang „Schauspiel“ an die Bayerische Theaterakademie August Everding, wo er 2017 sein Schauspielstudium abschloss. 2014 gastierte er am Torturmtheater Sommerhausen in der Inszenierung Tür auf Tür zu von Ingrid Lausund unter der Regie von Ercan Karacayli. In der Spielzeit 2015/16 spielte im Metropoltheater München in Jochen Schölchs Inszenierung des Theaterstücks Der goldene Drache von Roland Schimmelpfennig. In der Spielzeit 2016/17 trat er am Theater Wasserburg als Andri in Andorra von Max Frisch auf.
Ab der Spielzeit 2017/18 war Holzberg bis 2019 für zwei Jahre festes Ensemblemitglied am Landestheater Tübingen. Dort spielte er u. a. den Sancho Pansa, den Hermann Braun und den Pompeius in Maß für Maß. Seit 2024 bestreitet er im Metropoltheater München den musikalischen Solo-Abend Don’t think Twice – Eine Verneigung vor Bob Dylan.
Holzberg stand auch für einige Film- und Fernsehproduktionen vor der Kamera, wo er u. a. unter der Regie von Raoul Peck, Michael Schneider, Marcus H. Rosenmüller und Oliver Haffner arbeitete. In der 11. Staffel der ZDF-Serie Die Chefin (2020) übernahm Holzberg eine Episodennebenrolle als Assistent der Gerichtsmedizinerin Dr. Inge Rüders (Tatja Seibt).
Daniel Holzberg lebt in München.

## Filmografie (Auswahl)
- 2017: SOKO München: Jackpot (Fernsehserie, eine Folge)
- 2017: Der junge Karl Marx (Kinofilm)
- 2017: Laim und die Zeichen des Todes (Fernsehfilm)
- 2017: Die Rosenheim-Cops: Ein ganz besonderes Event (Fernsehserie, eine Folge)
- 2018: Trautmann (Kinofilm)
- 2018: Wackersdorf (Kinofilm)
- 2020: Das Damengambit: Exchanges (Fernsehserie, eine Folge)
- 2020: Die Chefin: Goliath (Fernsehserie, eine Folge)
- 2021: Beckenrand Sheriff (Kinofilm)
- 2022: Seite 5 (Kurzfilm)
- 2022: Wer gräbt den Bestatter ein?
- 2022: Guglhupfgeschwader (Kinofilm)
- 2023: The Zone of Interest (Kinofilm)
- 2023: Stella – Ein Leben (Kinofilm)
- 2024: Die Rosenheim-Cops: Ein smartes Haus (Fernsehserie, eine Folge)
- 2025: Watzmann ermittelt: Tödliche Familien (Fernsehserie, eine Folge)